# 耽羅
耽羅，是曾位於今日濟州島的古國名。其于1404年正式被朝鲜王朝吞并，在此之前一直是朝鲜半岛政权的附属国或自治区。

## 历史

### 建国传说
关于耽罗的建国或早期历史，没有发现任何可靠历史记录。有传说认为，公元前24世纪，三位神圣的建国者——高乙那、良乙那、夫乙那从漢拏山北麓廣壤地品字之穴「毛興穴」地洞中诞生，地洞被称为三姓穴，至今仍存于济州市。
根据传说，良乙那来到济州岛后，有一个盒子被冲到了岸边。良乙那在箱子里发现了日本國王7個王女其中3個或東海上碧溪國3个王女及使者、马、牛，以及稻子、玉米、谷子、小米、大麦和竹子等作物种子。三人建立了耽罗王国。他被认为是传说中济州良氏本贯的创始人良唐的祖先。以髙為君，以良為臣，以夫為民。而國號毛牟，以其牟穀茂盛之故也。

### 历史与考古记录
考古证据表明，到公元1世纪，耽罗人与汉朝、弥生日本、东南亚三佛齊、印度南部泰米尔人的朱罗王朝以及三韩进行了活跃的贸易往来。耽羅國首次出現在歷史上，是記載在中國的《三國志》當中。統治者頭銜星主。又有“涉罗”、“聃牟罗”、“儋罗”、“耽浮罗”、“托罗”、“屯罗”、“剡罗”、“剡罗罗”、“岛国”、“濟州夷国”等多个称呼。根据韩致奫在《海东绎史》中提供的解释说：东国方音（即朝鮮語）称‘岛’为‘剡’（今朝鲜语），称‘国’为‘罗罗’（今朝鲜语），‘耽’、‘涉’、‘儋’皆为‘剡’ 的谐音。“耽罗”就是“岛国”的意思。
根據《三國史記》的紀錄，耽羅國曾於476年服屬於百濟，並遣使朝貢。耽罗向百济提供军事援助和金钱，并与日本关系密切。因此，百济是耽罗的天然合作伙伴。随着百济的衰落，耽罗转向了新罗。660年百濟亡國之後，耽羅陷入混亂。《日本書紀》記載，曾有遣唐使偶然漂至耽羅國，當時舉國上下因懼怕日本攻來，故曾對日本朝貢。耽羅國記云。高乙那十二代孫。高厚高淸昆季三人。造舟渡海。泊于耽津。新羅文武王稱高厚曰星主，稱高淸曰王子。又號其弟曰都內。國號耽羅。以其來泊耽津。朝新羅也。自此遂以高爲星主。良爲王子。夫爲都上。後改良爲梁。
新羅滅亡後，耽罗短暂取得了三年的独立，938年耽羅又服屬於高麗。1105年，高麗在當地置耽羅郡，1121年改名濟州。1271年，反抗元朝统治的高丽三别抄军侵入耽罗，驱逐耽罗国王，以其作为抗元根据地。1273年，元朝攻灭三别抄的势力，在耽罗设置達魯花赤。1274年，耽羅成為元朝的直轄地耽罗军民总管府，蒙古人看中此地，用來牧馬，是蒙古馬與韓國果下馬配種的地方。元朝派遣蒙古人来耽罗驻军并牧马，这些蒙古人被高丽人称为“牧胡”。1294年元成宗即位后，在高丽国王的请求下，元朝将耽罗歸還高丽，處於元與高麗共治。元朝末期，高丽恭愍王实行叛元政策，驱逐元朝在耽罗的势力。岛上的牧胡三千余人起兵反抗，恭愍王派遣崔莹等人镇压，平定了牧胡之亂。1404年取代高麗的朝鮮王朝朝廷下令廢除星主，耽罗才结束了地方自治。1406年置濟州牧使。
亚历山大·沃文（2013）指出，济州岛旧名“耽罗”tamra可分析为日语tani mura たにむら（“谷村”）或tami mura たみむら（“民村”），由此岛上曾住着讲日本语系语言的人，在15世纪之前的某时被朝鲜语人群取代。

## 耽罗统治者列表

### 耽罗国王列表
儒李都羅 (661年8月親自入唐朝進貢。)
徒冬音律（662年2月向新羅投降。）
姑如 (666年1月11日向日本進貢。676年8月1日抵達日本筑紫進貢。677年2月24日與日本使節互動。)
高氏是统治耽罗的家族，第一位国王是神话中三个从地下冒出来的人之一。
| #  | 王号     | 统治时间          |
| -- | -------- | ----------------- |
| 1  | 高乙那王 | 2337 BCE–2206 BCE |
| 2  | 建王     | 2206 BCE–1767 BCE |
| 3  | 三繼王   | 1767 BCE–1123 BCE |
| 4  | 日望王   | 1123 BCE–935 BCE  |
| 5  | 島濟王   | 935 BCE–771 BCE   |
| 6  | 彦卿王   | 771 BCE–619 BCE   |
| 7  | 寶明王   | 610 BCE–520 BCE   |
| 8  | 幸天王   | 520 BCE–426 BCE   |
| 9  | 歡王     | 426 BCE–315 BCE   |
| 10 | 湜王     | 315 BCE–247 BCE   |
| 11 | 煜王     | 247 BCE–207 BCE   |
| 12 | 惶王     | 207 BCE–157 BCE   |
| 13 | 偉王     | 157 BCE–105 BCE   |
| 14 | 榮王     | 105 BCE–58 BCE    |
| 15 | 厚王     | 58 BCE–7 BCE      |
| 16 | 斗明王   | 7 BCE–43          |
| 17 | 善主王   | 43–93             |
| 18 | 知南王   | 93–144            |
| 19 | 聖邦王   | 144–195           |
| 20 | 文星王   | 195–243           |
| 21 | 翼王     | 243–293           |
| 22 | 之孝王   | 293–343           |
| 23 | 淑王     | 343–393           |
| 24 | 賢方王   | 393–423           |
| 25 | 璣王     | 423–453           |
| 26 | 聃王     | 453–483           |
| 27 | 指雲王   | 483–508           |
| 28 | 瑞王     | 508–533           |
| 29 | 多鳴王   | 533–558           |
| 30 | 談王     | 558–583           |
| 31 | 體參王   | 583–608           |
| 32 | 聲振王   | 608–633           |
| 33 | 鴻王     | 633–658           |
| 34 | 處良王   | 658–683           |
| 35 | 遠王     | 683–708           |
| 36 | 表倫王   | 708–733           |
| 37 | 逈王     | 733–758           |
| 38 | 致道王   | 758–783           |
| 39 | 勖王     | 783–808           |
| 40 | 天元王   | 808–833           |
| 41 | 好恭王   | 833–858           |
| 42 | 昭王     | 858–883           |
| 43 | 敬直王   | 883–908           |
| 44 | 岷王     | 908–933           |
| 45 | 自堅王   | 933–938           |

### 西耽罗星主与统治者
高氏（济州）是统治西耽罗的星主的家族，1404年朝鮮太宗改星主為左都知管，1445年朝鮮世宗革左都知管。
- 髙末老 (938 – 1030)(938年12月：向高麗入朝)
- 髙維 (1030 – 1088)
- 髙兆基 (1088 – 1157)
- 髙挺益 (1157 – 1214)
- 髙適 (1214 – 1270)
- 髙汝霖 (1270 – 1276)
- 髙貞幹 (1276 – ?)
- 髙巡 (? – ?)
- 髙福壽 (? – 1281)
- 髙仁旦 (1281 – ?)
- 髙秀佐 (? – 1318)
- 髙碩 (1318 – ?)
- 髙順良 (? – 1357)
- 髙順元 (1357 – ?)
- 髙明傑 (? – 1372)
- 髙臣傑 (1372 – 1387)
- 髙鳳禮 (1387 – 1411)
- 高尙溫 (1411–1412)
- 高忠彦 (1412–1415)

*基于《耽羅紀事》
- 加利（1043年12月27日請求高麗冊封新的王子）
- 高逸 (1062年10月6日向高麗進貢。)
- 豆良 （1063年3月9日入朝高麗，被授予明威將軍官職。）

*基于《高麗史》

### 东耽罗王子与统治者
文氏（南平）是统治东耽罗的王子的家族。1404年朝鮮太宗改王子為右都知管，1445年朝鮮世宗革右都知管。
- 高淸
- 梁具美
- 梁豆羅
- 梁號仍
- 殊雲那 (1053年2月7日：派遣兒子向高麗進貢。)
- 文𧨳
- 文陽夫
- 文永禧
- 文愼
- 文昌祐
- 文昌裕
- 文公濟
- 文承瑞
- 文臣補
- 文忠桀
- 文忠世 (？–1415)

基于《耽羅紀事》
《同文類解》《燃藜室記述》

## 延伸阅读
[在维基数据编辑]
 《欽定古今圖書集成·方輿彙編·邊裔典·儋羅部》，出自陈梦雷《古今圖書集成》
 《元史·卷208》，出自宋濂《元史》

## 外部連結
- 大日本史 諸蕃列傳 耽羅 （页面存档备份，存于）
- Naver Encyclopedia article (in Korean)[]
- Jeju Government's History and Culture of Tamna site (in English) （页面存档备份，存于）
- 耽羅紀年 （页面存档备份，存于）